# مالات المغنيسيوم
مالات المغنيسيوم
هو ملح المغنيسيوم من حمض الماليك، هو مكملات معدنية عادة يستخدم للاهتمامات الغذائية . ويمثله الصيغة الكيميائية( C4H4MgO5)  ويبلغ وزنه الجزيئي 156.376 جم / مول. تتم مناقشة مالات المغنيسيوم على أنه شكل من أشكال المغنيسيوم المتوفر حيوياً، إلى جانب أشكال أخرى مثل السيترات وغلِيسينات. 
مالات الدايمغنيسيوم هو شكل آخر شائع من هذا المركب في سوق المكملات الغذائية. التي تنتجها مثل هذه العمليات التي تثمر عن الميثيل دايميثيل هيدروكسي كما هو موصوف في براءة الاختراع لعام 1997 الممنوحة لـ  Albion Minerals. 
يمكن ملاحظة الاختلاف الأساسي في هذا المركب من خلال خصائصه المتمثلة في وجود جزيئين من المغنيسيوم الأولي، في حين أن مالات المغنيسيوم له جزيء واحد من المغنيسيوم الأولي .